# Saint-Vincent-de-Paul (Landes)
Saint-Vincent-de-Paul è un comune francese di 3 317 abitanti situato nel dipartimento delle Landes nella regione della Nuova Aquitania.
Nota anticamente come Le Pouy, assunse l'attuale nome nel 1828 in onore di san Vincenzo de' Paoli, che vi ebbe i natali nel 1581.

## Società

### Evoluzione demografica
Abitanti censiti